# Santa María Ixcotel
Santa María Ixcotel, lugar de canteras, es una colonia municipal del estado de Oaxaca en México. Esta localidad se encuentra situada en el municipio de Santa Lucía del Camino, a 30 minutos del centro de la ciudad de Oaxaca de Juárez.
Es una comunidad que  años atrás  la actividad principal era la extracción y el tallado de cantera pero por las condición demográfica esta actividad quedó obsoleta y en esa zona construyeron un parque denominado "ciudad de las canteras" donde se adaptaron escenarios naturales para actividades culturales, recreativas y familiares.
La comunidad de Santa María Ixcotel es altamente religiosa, por lo tanto en su iglesia es venerada la Virgen del Rosario, cuya fiesta se celebra en el mes de octubre.
Santa María Ixcotel no es una colonia, es una agencia municipal. Las agencias municipales son un 4° orden de gobierno que solo se encuentran en el estado de Oaxaca.
En cuanto a la situación política de esta Agencia Municipal, actualmente cuenta con autoridades auxiliares representadas por el Prof. Roque David Reyes Martínez, electo Agente Municipal mediante asamblea popular para el periodo 2019 - 2021.